# Paral·lel 25° sud
El paral·lel 25° sud és una línia de latitud que es troba a 25 graus sud de la línia equatorial terrestre. Travessa l'oceà Atlàntic, l'Àfrica, l'Oceà Índic, l'Australàsia, l'Oceà Pacífic i Amèrica del Sud.

## Geografia
En el sistema geodèsic WGS84, al nivell de 25° de latitud sud, un grau de longitud equival a 100,950 km; la longitud total del paral·lel és de 36.342 km, que és aproximadament 91,0% de la de l'equador, del que es troba a 2.766 km i a 7.236 km del pol Sud

## Arreu del món
A partir del Meridià de Greenwich i cap a l'est, el paral·lel 25° sud passa per: 
| Coordenades                               | País. Territori o mar | Notes                                                             |
| ----------------------------------------- | --------------------- | ----------------------------------------------------------------- |
| 25° 0′ S, 0° 0′ E / 25.000°S,0.000°E      | Oceà Atlàntic         |                                                                   |
| 25° 0′ S, 14° 50′ E / 25.000°S,14.833°E   | Namíbia               |                                                                   |
| 25° 0′ S, 20° 0′ E / 25.000°S,20.000°E    | Sud-àfrica            | Cap Septentrional                                                 |
| 25° 0′ S, 20° 20′ E / 25.000°S,20.333°E   | Botswana              |                                                                   |
| 25° 0′ S, 25° 50′ E / 25.000°S,25.833°E   | Sud-àfrica            | Nord-oest Limpopo Nord-oest Limpopo Mpumalanga Limpopo Mpumalanga |
| 25° 0′ S, 32° 2′ E / 25.000°S,32.033°E    | Moçambic              |                                                                   |
| 25° 0′ S, 34° 4′ E / 25.000°S,34.067°E    | Oceà Índic            | Canal de Moçambic                                                 |
| 25° 0′ S, 44° 2′ E / 25.000°S,44.033°E    | Madagascar            |                                                                   |
| 25° 0′ S, 47° 0′ E / 25.000°S,47.000°E    | Oceà Índic            |                                                                   |
| 25° 0′ S, 113° 7′ E / 25.000°S,113.117°E  | Austràlia             | Austràlia Occidental – Illa de Dorre                              |
| 25° 0′ S, 113° 7′ E / 25.000°S,113.117°E  | Oceà Índic            | Canal Geògraf                                                     |
| 25° 0′ S, 113° 39′ E / 25.000°S,113.650°E | Austràlia             | Austràlia Occidental Territori del Nord Queensland                |
| 25° 0′ S, 152° 30′ E / 25.000°S,152.500°E | Mar del Corall        |                                                                   |
| 25° 0′ S, 153° 13′ E / 25.000°S,153.217°E | Austràlia             | Queensland – Illa de Fraser                                       |
| 25° 0′ S, 153° 21′ E / 25.000°S,153.350°E | Mar del Corall        |                                                                   |
| 25° 0′ S, 164° 55′ E / 25.000°S,164.917°E | Oceà Pacífic          | Passa al nord de les Illes Pitcairn                               |
| 25° 0′ S, 70° 28′ O / 25.000°S,70.467°O   | Xile                  |                                                                   |
| 25° 0′ S, 68° 24′ O / 25.000°S,68.400°O   | Argentina             |                                                                   |
| 25° 0′ S, 58° 8′ O / 25.000°S,58.133°O    | Paraguai              |                                                                   |
| 25° 0′ S, 54° 27′ O / 25.000°S,54.450°O   | Brasil                | Paraná São Paulo – per uns 20 km Paraná - per uns 15 km São Paulo |
| 25° 0′ S, 47° 52′ O / 25.000°S,47.867°O   | Oceà Atlàntic         |                                                                   |